# Massacre de Bleiburg
 (novembre 2010).
Si vous disposez d'ouvrages ou d'articles de référence ou si vous connaissez des sites web de qualité traitant du thème abordé ici, merci de compléter l'article en donnant les références utiles à sa vérifiabilité et en les liant à la section « Notes et références ».

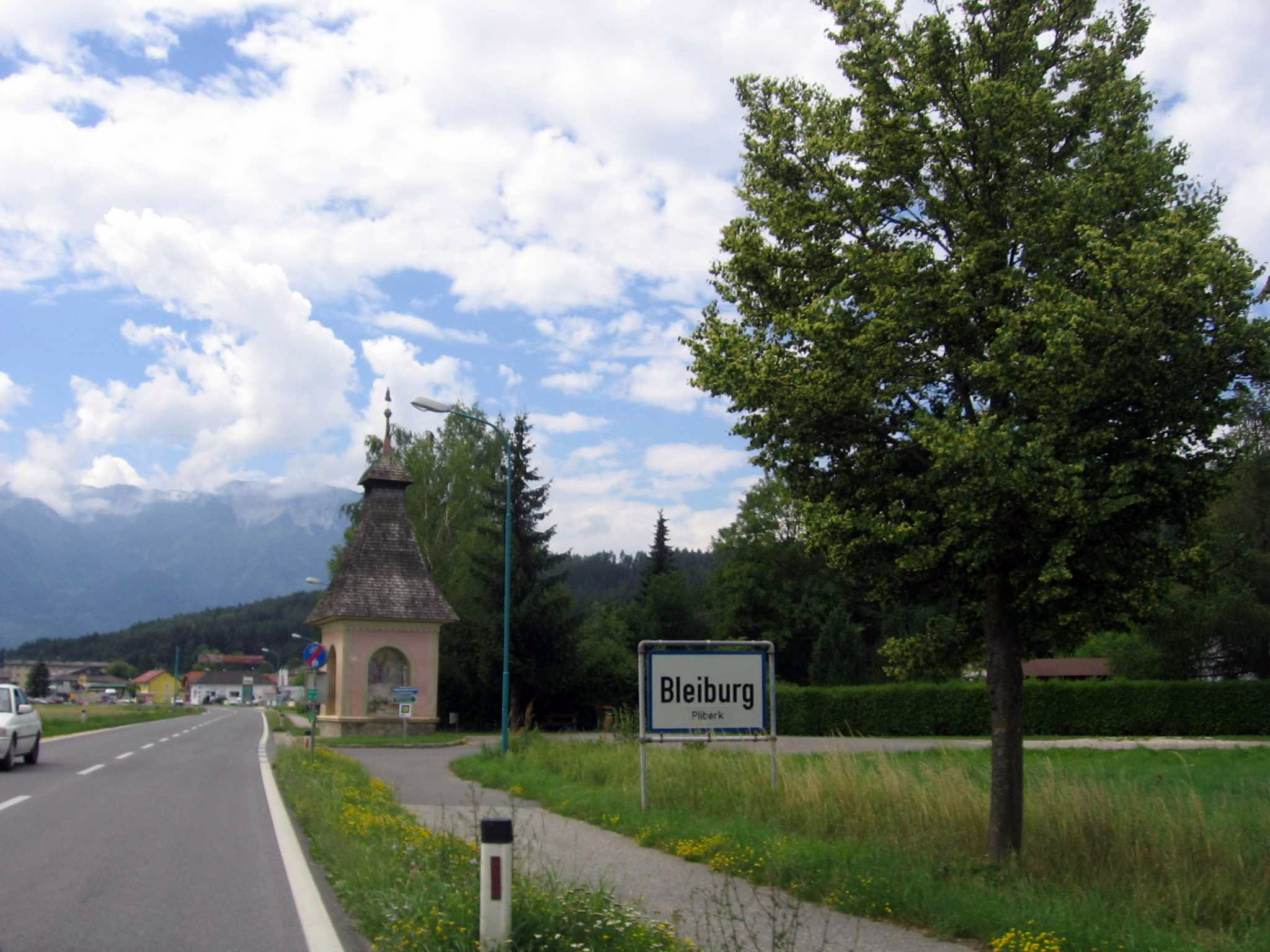
Bleiburg en 2007 ; l'inscription de la ville est en deux langues : slovène et allemand.

Le massacre de Bleiburg désigne un meurtre de masse en mai 1945 commis à Bleiburg (en Autriche en Carinthie, près de la frontière slovène) après la fin officielle des combats de la Seconde Guerre mondiale. Les victimes, majoritairement croates, étaient des soldats et civils qui fuyaient l'État indépendant de Croatie vaincu. Bleiburg est un village à la frontière entre l'Autriche et la Slovénie dont le nom est resté attaché à cet épisode. Le massacre était censé être un châtiment des vrais ou supposés membres ou collaborateurs du régime fasciste, par l'Armée populaire yougoslave. Les populations concernées comptaient également, outre les Croates, des Slovènes, dont des membres de la Garde nationale slovène, et des membres de groupes Tchetniks fuyant les communistes. Il est fort probable que le maréchal partisan et futur président yougoslave Josip Broz Tito, lui-même officiellement croate, était au courant du massacre.
Le nombre des soldats croates morts dans les nombreuses batailles de la région n'est pas défini, mais il est certain qu'un très grand nombre de personnes ont été exécutées dans les deux semaines qui ont suivi les combats. Les victimes étaient des soldats et civils croates, exécutés sans procès, en représailles des crimes perpétrés par les Oustachis pendant la guerre. Les exécutions étaient souvent très cruelles (les femmes étaient violées en masse et lapidées ; les soldats prisonniers croates étaient décapités). Les meurtres ont continué en Slovénie, et des fosses communes furent mises au jour près de Maribor et dans plusieurs autres localités de Slovénie. Beaucoup de prisonniers ont été conduits dans une « marche de la mort » vers d'autres régions yougoslaves.
Les exilés politiques croates ont publié de nombreux témoignages sur les atrocités, ainsi que le rôle des Britanniques dans l'affaire (les archives britanniques sur la tragédie de l'opération Keelhaul, opération de rapatriement des prisonniers de Russie, sont toujours inaccessibles).

## Le nombre des victimes

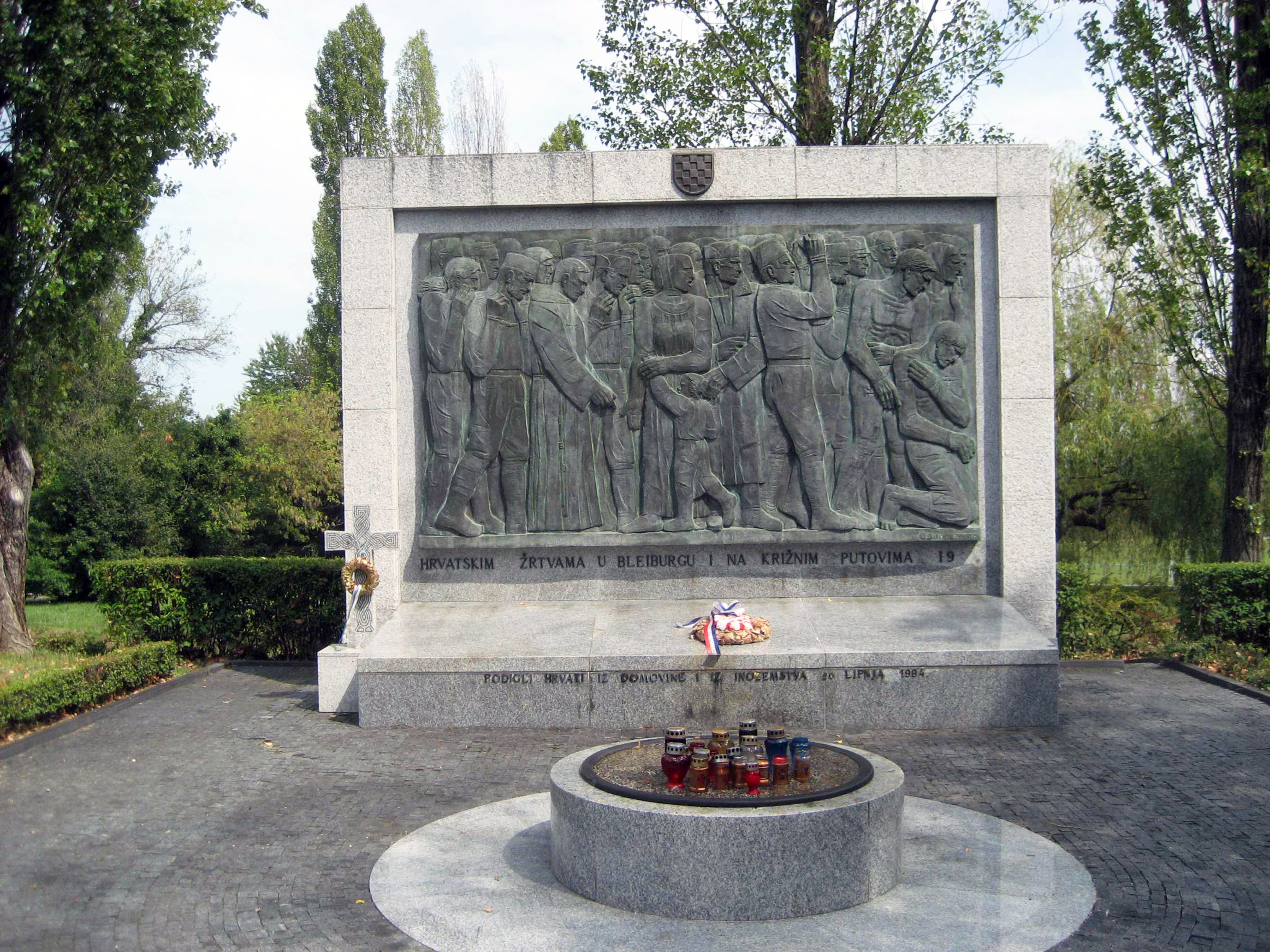
Mémorial du massacre à Zagreb.

Il est presque impossible d'identifier le nombre de tués dans le massacre de Bleiburg. Deux « écoles » ont essayé de le faire :
1. L'école qui emploie des documents scientifiques dans les domaines d'histoire et démographie :
- Le statisticien croate Vladimir Žerjavić s'est servi de documents démographiques pour estimer qu'environ 55 000 personnes ont été tuées dans la région de Bleiburg et en Slovénie,
- Le journaliste britannique Misha Glenny et d'autres enquêteurs et auteurs ont avancé le nombre de 80 000 exécutés, dont 50 000 soldats prisonniers et 30 000 civils,
- L'historien croato-américain Jozo Tomasevich conclut qu'aucune autorité ne pouvait établir un décompte exact des combattants croates à la fin de la guerre, et que les massacres ont eu lieu sur plusieurs dizaines de kilomètres de route[1]. Il établit que parmi les 200 000 prisonniers reconnus par l'association des vétérans yougoslaves en 1964, un maximum de 116 000 pouvaient être des combattants croates (Oustachis et Garde nationale)[2] ;

2. L'autre école dit que les chiffres sont beaucoup plus élevés, et que plus de 250 000 Croates ont été exécutés à Bleiburg, en Slovénie et dans le nord de la Croatie[réf. souhaitée].Cette théorie a gagné en crédibilité dans les dernières années.[Interprétation personnelle ?] Les autorités slovènes ont estimé en 1999 et 2000 que les excavations de masse dans la région de Maribor contiennent 180 000 cadavres[réf. nécessaire] humains, la plupart d'eux Croates (en jugeant par les uniformes).
Autres sources :
- En 1999, des sources slovènes ont avancé que le pays avait 110 charniers de Croates tués sur la « Voie de la croix » en 1945, immédiatement après la guerre, des soldats, mais aussi beaucoup de civils. Les Slovènes furent choqués par la grandeur et le nombre des charniers[réf. nécessaire];

- En 2001, les sources slovènes attestent de la présence de 296 charniers avec une estimation de 190 000 Croates tués immédiatement après la guerre (en mai 1945 et après). La seule forêt de Tezno abriterait 60 à 80 000 cadavres. Beaucoup d'os appartenant à des enfants ont été trouvés parmi les restes des victimes.[réf. nécessaire]

L'investigation slovène a été suspendue.[réf. souhaitée]

## Commémorations
Les commémorations annuelles sur le lieu des massacres commencent en 1952 et sont financées à partir de 1956 par le mouvement de libération croate d'Ante Pavelić. Illégales sous le régime communiste, elles deviennent un rituel national lors de la guerre de Croatie.